# Алула Гирма
Алула Гирма (амх. አሉላ ግርማ; род. 15 июля 1993, Аддис-Абеба) — эфиопский футболист, защитник.

## Карьера

### Клубная
Футбольную карьеру Алула начал в академии ФК «Сент-Джордж». Там же в 2008 году подписал свой первый профессиональный контракт. Дебютировал в основном составе своего клуба в матче за Суперкубок Эфиопии 2008. «Сент-Джордж» тогда победил 4:2.

### Карьера в сборной
Дебютировал в основе национальной сборной в 2010 году. На кубке африканский наций 2013 Алула был включен в список «23».